# Robert Bates
Robert Bates (Fort Wayne, 1952) is een Amerikaans organist en muziekpedagoog.

## Levensloop
Bates won prijzen in orgelwedstrijden in Fort Wayne (1972 en 1976), Chartres (1976) San Antonio (1976), Los Angeles (1976) en Detroit. In 1979 behaalde hij de Vierde prijs in het internationaal orgelconcours van Brugge, gehouden tijdens het Festival Musica Antiqua in deze stad. In Parijs behaalde hij de 'Prix d'Excellence' (1978) en de 'Prix de Virtuosité' in de klas van Marie-Claire Alain.  Hij volgde ook lessen bij Robert Anderson (1977), Ray Ferguson (Wayne State University, 1974) en Daniel Roth.
Hij werd een specialist in vroege Spaanse en Franse orgelmuziek.
Bates behaalde in 1986 een doctoraat in musicologie aan de Stanford-universiteit, waar hij ook organist was, met een dissertatie over From Mode to Key: A Study of Seventeenth-century French Liturgical Organ Music and Music Theory. Hij werd vervolgens professor orgel in de Moores School of Music, Universiteit van Houston.
Bates is een veelgevraagd concertant. Hij gaf recitals in onder meer Stanford-universiteit, Cornell-universiteit, Universiteit van Notre Dame, Northwestern-universiteit, Westminster Choir College, the New England Conservatory of Music, the Eastman School of Music, Duke University, the Oberlin Conservatory of Music, Vassar College, Princeton Seminary, Universiteit van Arizona en Universiteit van Michigan. Hij speelde in Oaxaca, Mexico, tijdens het Festival voor Orgel en Oude Muziek en in Omaha, Nebraska tijdens het symposium over het duale orgel van Martin Pasi. Hij speelde het nieuwe Fritts-orgel in de universiteit Notre Dame, Indiana in, en speelde als eerste in een reeks concerten op het Fiskorgel in Minato Mirai Hall in Yokohama, Japan. Hij trad verder veelvuldig op in de Verenigde Staten  en in Europa.
Hij spreekt vaak op bijeenkomsten en congressen van onder meer:
- the American Guild of Organists,
- the Organ Historical Society,
- the American Organ Academy,
- the American Musicological Society,
- the Westfield Center,
- the American Institute of Organ Builders.

## Discografie
Dr. Bates heeft onder meer opnamen gemaakt van:
- de volledige orgelwerken van Johannes Brahms (Pro Organo),
- idem van Daquin (Loft/Gothic Recordings)
- idem van Francisco Correa de Arauxo (Loft Recordings)
- idem van Jehan Titelouze (opgenomen op het orgel van Bolbec, in 1630 gebouwd met Titelouze als adviseur)
- "Viaticum" (Loft/Gothic Recordings), drie CDs met acht van zijn eigen composities
- "Robert Bates in recital at Lagerquist Hall" (2000) (Loft/Gothic Recordings).

## Componist
De composities van Bates zijn gepubliceerd door Wayne Leupold Editions (ECS Publishing, Boston).

## Publicaties
Bates heeft artikels gepubliceerd over de geschiedenis van de muziektheorie en over systemen voor het stemmen, onder meer in:
- The Organ Yearbook,
- Music and Letters,
- Histoire des Sciences,
- Performance Practice Review.